# Westwick (Norfolk)
Westwick – wieś w Anglii, w hrabstwie Norfolk, w dystrykcie North Norfolk. Leży 19 km na północ od Norwich i 176 km na północny wschód od Londynu. Miejscowość liczy 72 mieszkańców.